# Samovar

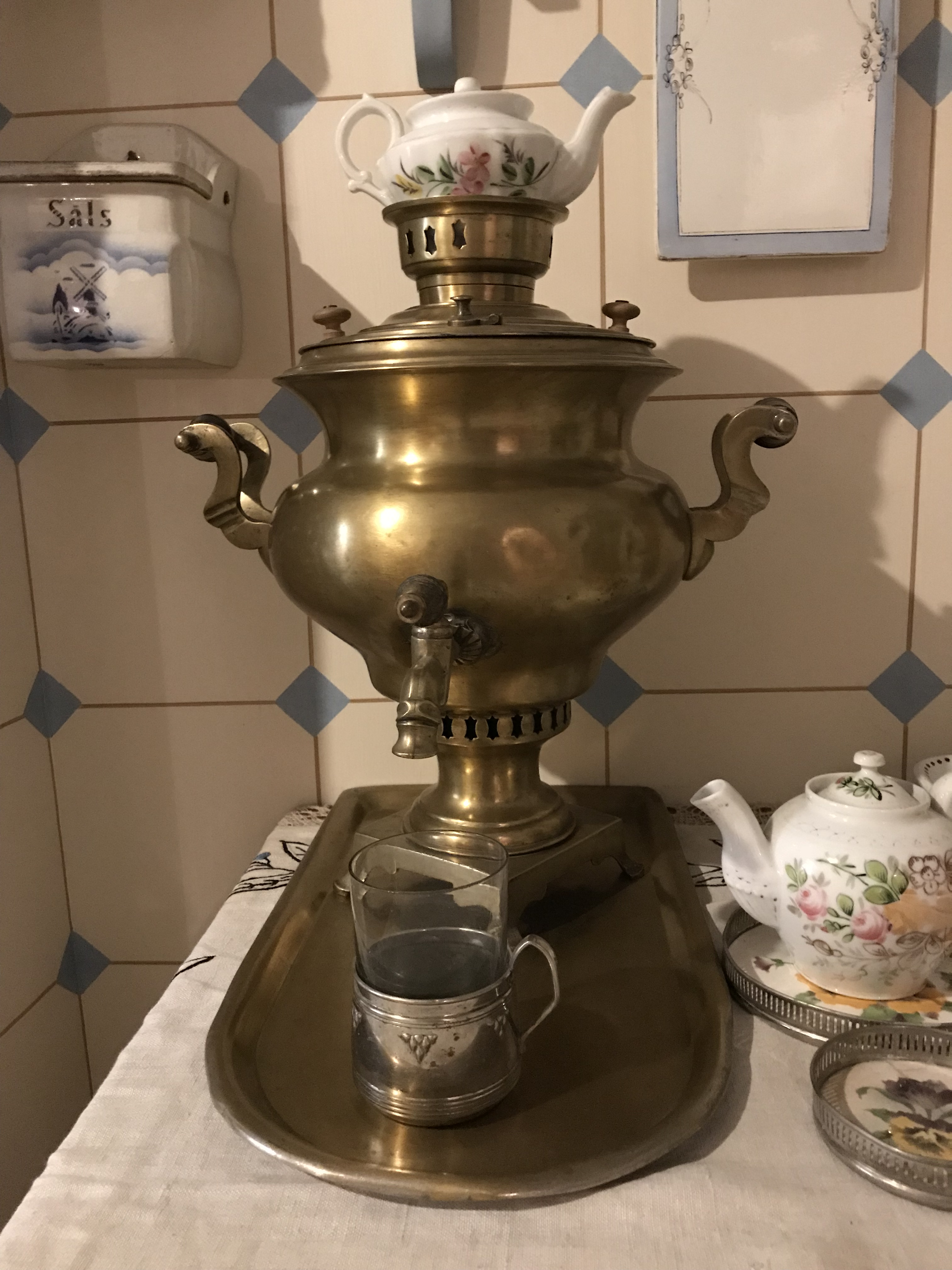
En samovar och en tekanna med tekoncentrat

Samovar (ryska: самова́р, av само samo ’själv’ och вар var ’kokare’) är en vattenkokare. Kokaren finns i områden som tillhört Ryssland eller Sovjetunionen, i Östeuropa samt i bland annat Iran, Kurdistan, Afghanistan och Turkiet. Samovaren tros ha blivit uppfunnen i Centralasien. Utseendet på kokaren kan skilja sig lite åt (även om den ofta är urnformad), men gemensamt är att det mitt i vattenkärlet finns plats för glödande kol i ett rör – såvida den inte är elektrisk.
För bryggning av te används en mycket liten tekanna med tekoncentrat, som varmhålls genom att kannan placeras överst på samovaren. Man häller därefter upp lite te och spär det sedan till önskad styrka med hjälp av det varma vattnet i samovaren.

## Bildgalleri

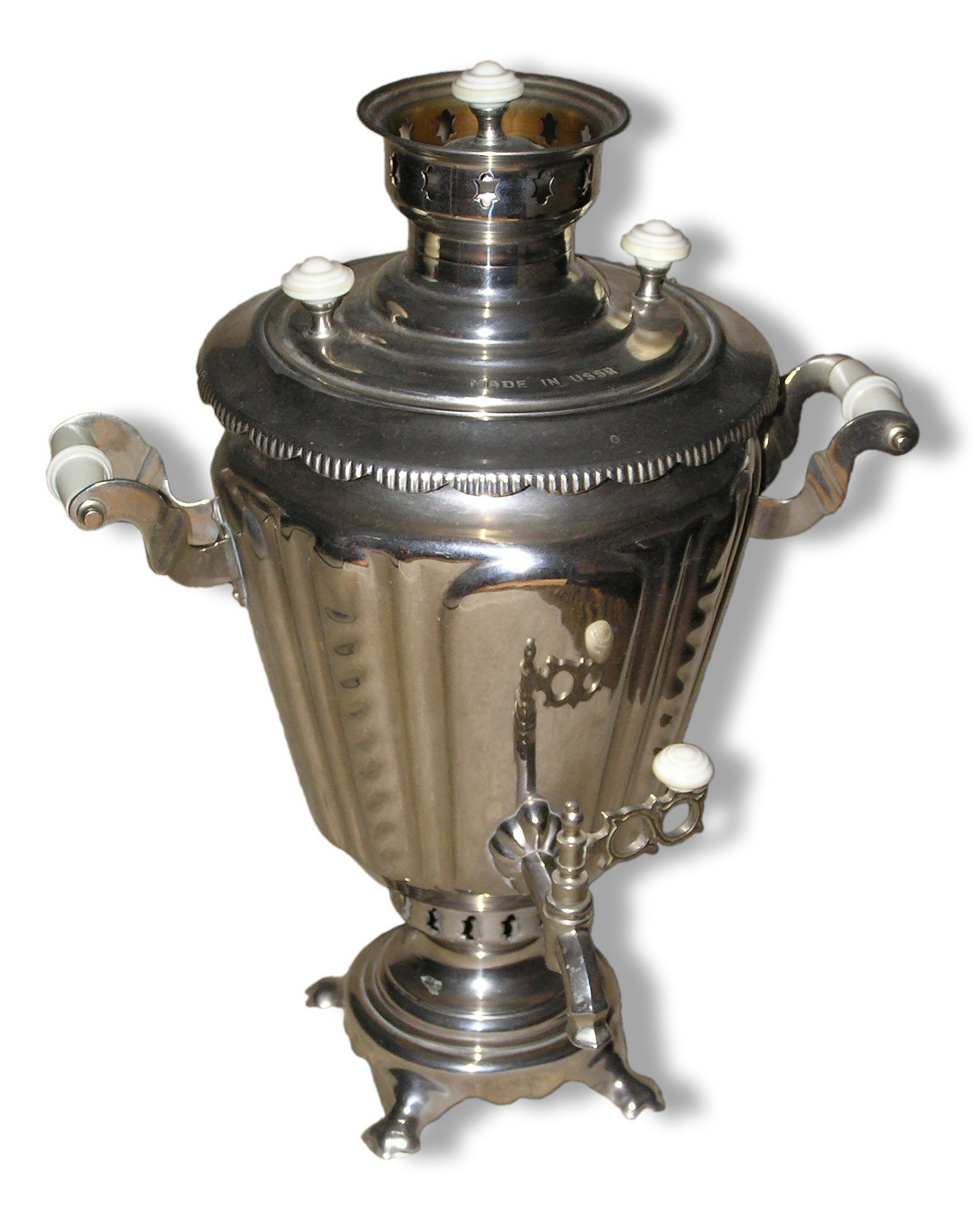
En urnformad samovar i silver